# 発煙弾発射機

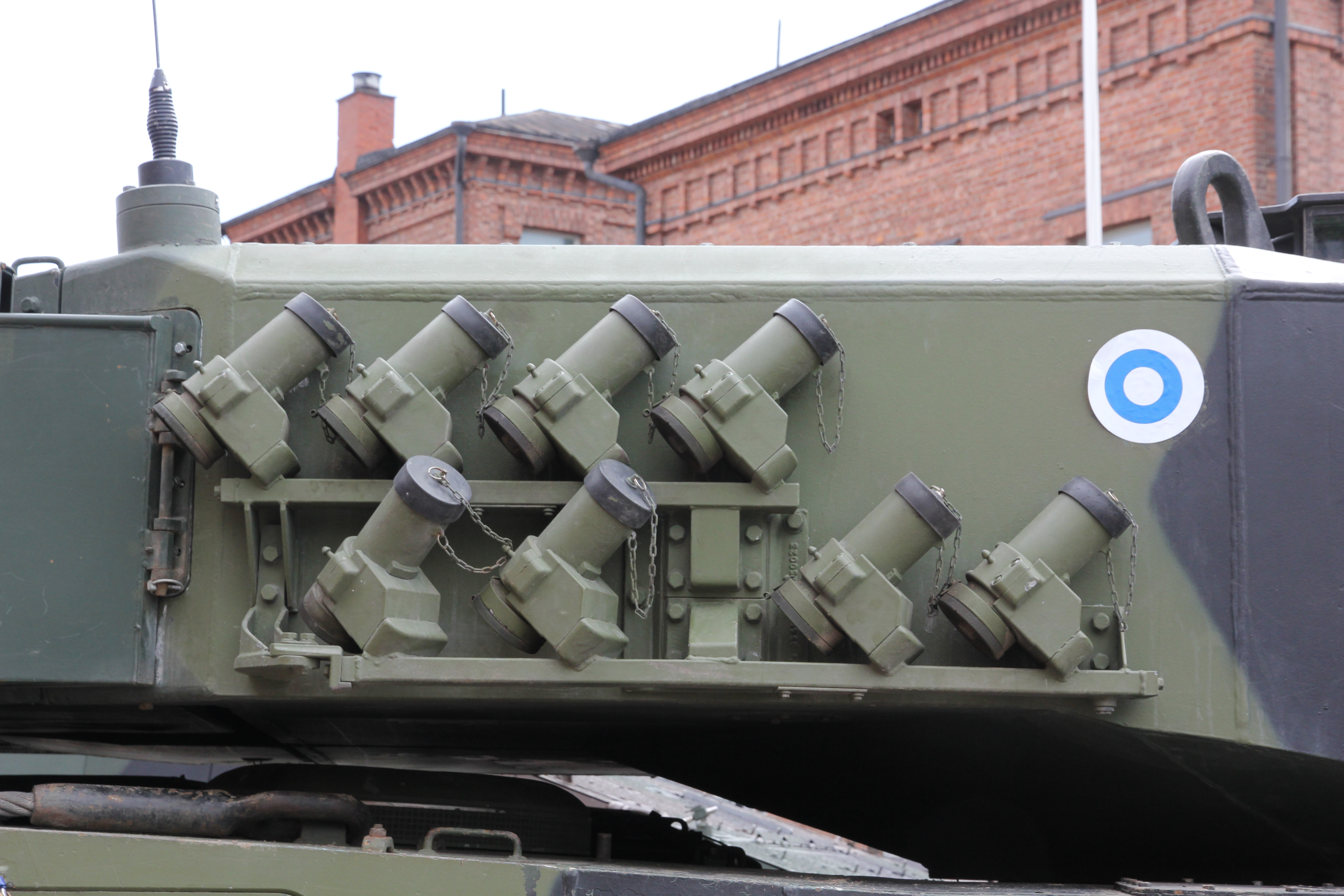
レオパルト2戦車に装備されている発煙弾発射機

発煙弾発射機（はつえんだんはっしゃき、英語: smoke grenade dischargers：スモーク・ディスチャージャー）は、発煙弾などを発射するために軍用車両などに装備されている擲弾発射器の一種である。

## 概要
煙幕を張って敵の視界を遮ったり、随伴歩兵の進撃を支援したり、対戦車ミサイル防御に用いられたりと、用途は様々である。
大きさは各国で様々であり、発煙弾の呼び直径としては40-81mmぐらいが製品化されている。戦車・装甲車などには複数個まとめた状態で外装されており、車内からの遠隔操作で発射される。
現代の標準的な外装型多連装発射機はおおよそ第二次世界大戦後期に確立したが、それ以前は車内から装填する単発式発射機もあり、これはバレンタイン歩兵戦車などでは榴弾射撃に応用される等の汎用性もあったが、装甲に穴を開けることになる防御上の不利や、発射間隔が長く肝心の煙幕展張能力が劣るため廃れた。

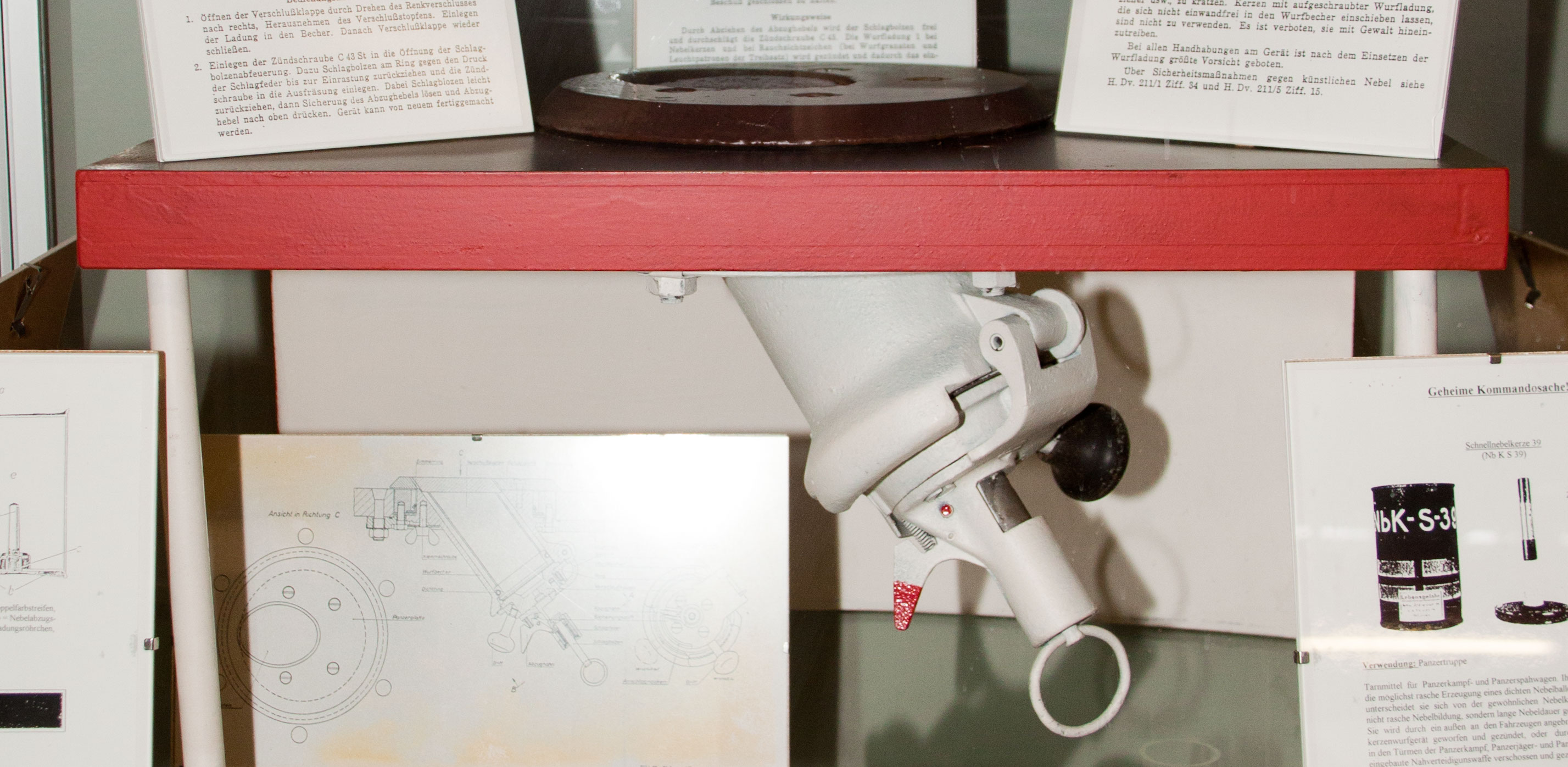
内装式発煙弾発射機の一種、Nahverteidigungswaffe

ただし、ナチスドイツは先んじて外装式発射筒を採用しながら、車外に出なければ次弾の再装填ができない、戦闘によって容易に破損する等の問題から、上記趨勢に逆行し内装発射機である近接防御兵器(Nahverteidigungswaffe)に転換している。

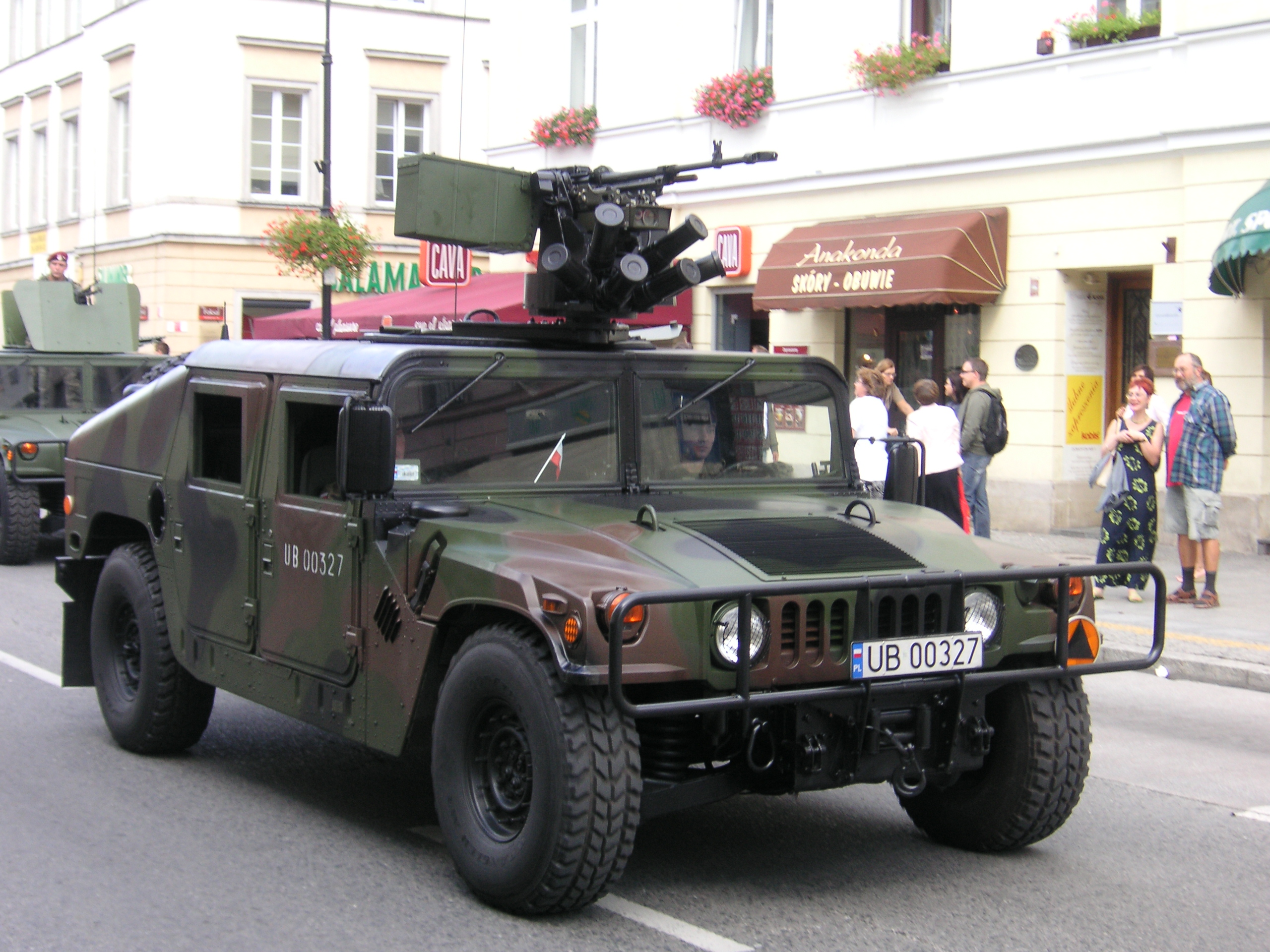
ハンヴィーに搭載された、リモコン機銃、発煙弾発射機、火器管制および警戒用センサーを統合したRWS

近年では、レーザー検知装置と連動して自動発射される物もある。戦車砲の大威力化の代償として携行弾数が減り主砲発煙弾を持ちがたくなったことや、冷戦時代までの機甲戦を主とした想定から外れ、非対称戦下における歩兵直協の比重が増したこと、アクティブ防護システム（APS）に組み込まれ発煙弾以外の迎撃弾の発射機能も求められるようになってきたこと等の事情から、車載発煙弾発射機の装弾数（連装数）は増加の趨勢にある。また前線の戦闘地帯と後方の非戦地帯の区別が無くなってきたこともあり、旧来のジープや軍用トラック等に代わる歩兵機動車などに自衛用の発煙弾発射機の装備も増えている。

## 陸上自衛隊
陸上自衛隊の車両に装備された発煙弾発射機は、下記の2種類がある。

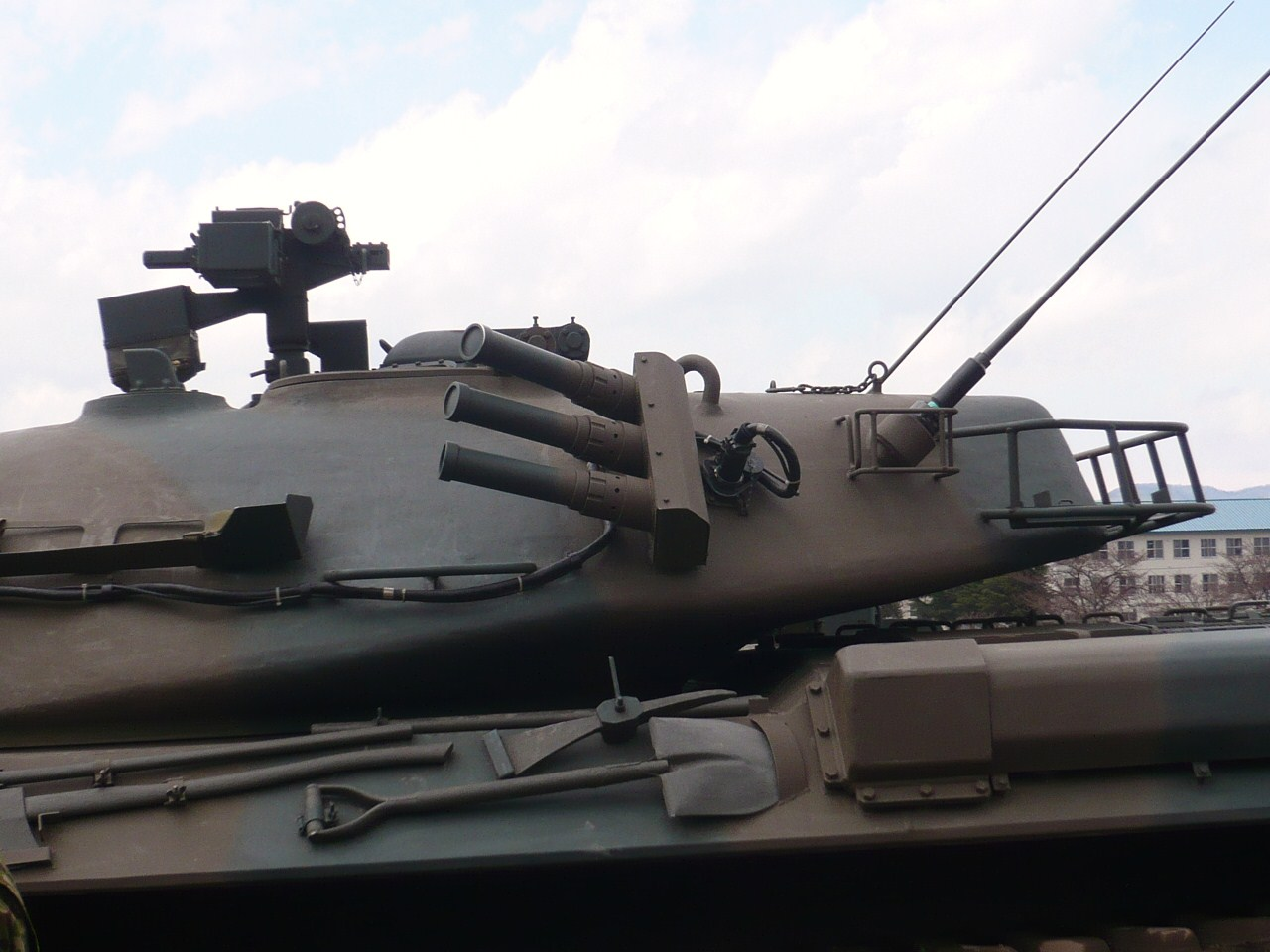
74式戦車の砲塔側面に装備された74式60mm発煙弾発射機

### 74式60mm発煙弾発射筒
74式60mm発煙弾発射筒（ななよんしきろくじゅうみりはっえんだんはっしゃとう）は、陸上自衛隊の装甲戦闘車両等に装備される74式60mm発煙弾を発射するための筒状の武器。砲塔、または車体に3連装1組を左右セットで装備する。
- 口径：60mm
- 主な装備車両
  - 73式装甲車
  - 74式戦車
  - 78式戦車回収車
  - 87式偵察警戒車（初期生産型）※専用の装備方法
  - 87式自走高射機関砲（初期生産型）
  - 89式装甲戦闘車（初期生産型）
  - 90式戦車（試作車）
  - 90式戦車回収車（試作車）
  - 61式戦車（改修により後付け）
  - 60式装甲車（改修により後付け）
- 使用弾薬
  - 74式60mm発煙弾

- 製造
  - 豊和工業

### 76mm発煙弾発射機
76mm発煙弾発射機（ななじゅうろくみりはつえんだんはっしゃき）は、1989年に部隊使用承認された76mm発煙弾を発射するための発煙弾発射機。
- 口径：76mm
- 重量：30㎏
- 主な装備車両
  - 87式偵察警戒車
  - 87式自走高射機関砲
  - 89式装甲戦闘車
  - 90式戦車
  - 90式戦車回収車　※専用の装備方法
  - 91式戦車橋
  - 92式地雷原処理車
  - 96式装輪装甲車
  - 施設作業車
  - 軽装甲機動車（一部の車両）
  - 10式戦車
  - 11式装軌車回収車　※専用の装備方法
  - 16式機動戦闘車
  - 水陸両用車（AAV7）人員輸送型
- 使用弾薬
  - 76mm発煙弾

- 製造
  - 豊和工業

#### 76mm発煙弾
76mm発煙弾（ななじゅうろくみりはつえんだん）は、1989年に部隊使用承認されたライセンス国産の弾薬。
- 全長：172mm
- 直径：76mm
- 重量：1.3㎏